# 사무차관
사무차관(事務次官)은 주로 내각제나 이원집정부제 국가에 존재하는 공직으로서, 특정 부처에서 정무직공무원(장관, 정무차관) 바로 아래의 일반직공무원, 즉 해당 부처의 일반직공무원 최선임자다. 
대한민국에서는 내각제였던 제2공화국때만 존재했다. 
영국에서는 사무차관을 Permanent Under-secretary 라고 한다. 한편 독일이나 핀란드에서는 사무차관을 Secretary of State라고 하는데, 이 표현이 영어권에서는 장관에 해당하기 때문에 혼선이 발생한다. 